# Nyotaimori

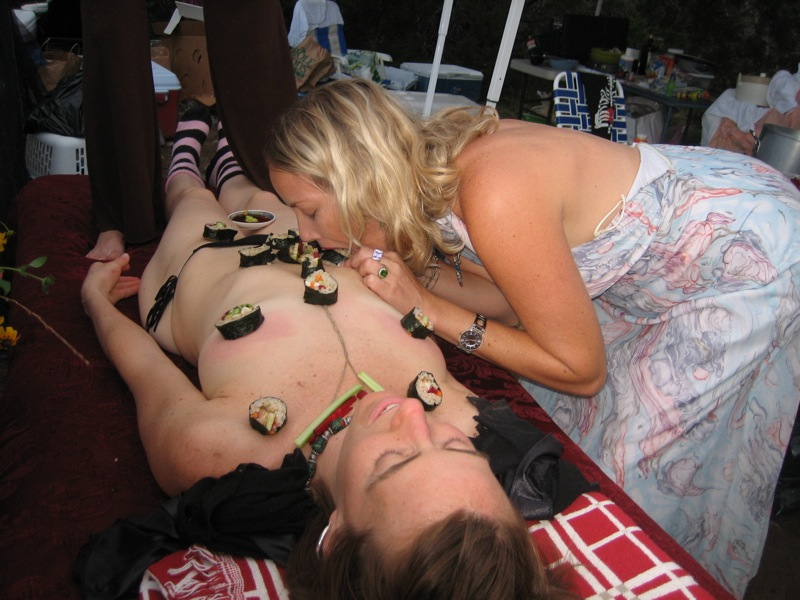
Un ejemplo de nyotaimori.

El nyotaimori (japonés 女体盛り, ‘presentación en cuerpo de una mujer’), llamado a veces sushi corporal, es la práctica de comer sashimi o sushi del cuerpo de una mujer, típicamente desnuda. El nantaimori (男体盛り) alude a la misma práctica, pero sobre el cuerpo de un hombre. Esta variante de sitofilia es originalmente una costumbre japonesa que ha atraído una considerable atención de los medios de comunicación internacionales. Como resultado de servirse sobre un cuerpo humano, la temperatura del sushi o sashimi se acerca a la corporal.

## Historia
El origen del nyotaimori se remonta al juego sitofílico llamado wakamezake que se llevaba a cabo en Yūkaku durante el período Edo, y en el cual se vertía sake en la región púbica de las trabajadoras sexuales para beber. Impulsada por el crecimiento económico de Japón en la década de 1960, esta práctica se desarrolló aún más por parte de la industria de los onsen  (baños termales tradicionales) en la prefectura de Ishikawa, donde la naturaleza erótica del nyotaimori fue utilizada como táctica publicitaria por los centros turísticos de aguas termales para atraer clientes masculinos que iban de viajes por negocios a la región. La práctica del nyotaimori disminuyó a medida que los viajes familiares y privados a los destinos onsen se hicieron cada vez más populares en la década de 1980 y posteriormente fue adoptada por los establecimientos de catering y sexuales como una atracción exótica.
Debido a la falta de fuentes primarias, los conceptos erróneos acerca del origen de nyotaimori han perdurado a medida que la práctica se hizo conocida internacionalmente a través de la cultura popular.

## Procedimiento
Antes de convertirse en bandeja viviente para sushi, la persona es entrenada para permanecer tumbada durante horas sin moverse. Además, debe ser capaz de tolerar la exposición prolongada a la comida fría. El vello corporal, incluyendo el púbico, debe también depilarse (en Japón la exhibición de vello púbico puede considerarse un acto sexual). Antes de servir la comida, la persona debe tomar un baño usando un jabón especial sin aroma, terminado con agua fría para bajar un poco la temperatura del cuerpo. Para cumplir las leyes sanitarias de algunas partes del mundo es necesario interponer una capa de plástico u otro material entre el cuerpo y la comida. Envolver a una persona desnuda en film plástico también puede considerarse una forma de fetichismo.

## Aceptación mundial
Aunque legal en la mayoría de jurisdicciones (actualmente es ilegal en China), el nyotaimori puede causar incomodidad en las sociedades más conservadoras. Sin embargo, la costumbre del nyotaimori se ha difundido por Europa así como Estados Unidos y Argentina.
La práctica ha sido descrita como decadente, humillante, degradante, cruel, anticuada, y deshumanizante. La columnista de The Guardian Julie Bindel, comentando sobre su experiencia en una reunión en Londres donde se hizo la práctica, reportó que la mujer a la que se utilizaba para servir la comida parecía "como si estuviera en una morgue, esperando una autopsia".
La aceptación mundial varía ya que varios países han prohibido la práctica. En 2005, China prohibió el nyotaimori sobre cuerpos desnudos, y lo condenó por motivos de salud pública y cuestiones morales. En Hong Kong, los organizadores de un brunch con nyotaimori encontraron una reacción violenta del público y fueron acusados de sexismo bajo el pretexto de arte, después de lo cual se canceló el nyotaimori para el evento.
La fiesta de cumpleaños del empresario sudafricano Kenny Kunene el 21 de octubre de 2010, en la que sirvió de anfitrión el presidente de la African National Congress Youth League Julius Malema e incluyó nyotaimori, fue criticada por el secretario general del Congreso de Sindicatos Sudafricanos, Zwelinzima Vavi, lo que provocó una disputa política. La Liga de Mujeres del Congreso Nacional Africano condenó la práctica del nyotaimori en la fiesta de Kunene como un ataque a la integridad corporal y la dignidad de las mujeres en Sudáfrica.